# Alexandra von Ägypten
Alexandra von Ägypten war eine Asketin, die im 4. Jahrhundert n. Chr. in Ägypten lebte. Sie hatte sich als Einsiedlerin in eine Grabstätte zurückgezogen. Der Name Alexandra kommt aus dem Griechischen und bedeutet „die Wehrfrau“.
Sie wird in der koptischen, russisch-orthodoxen und der katholischen Kirche als Heilige verehrt.

## Legende
Nach der Legende hatte sich ein junger Mann in Alexandra verliebt. Da sie seine Gefühle nicht erwiderte und ihn durch ihre Verweigerung nicht kränken wollte, ließ sie sich in ein Grab einsperren. In der Gruft spann sie Flachs, führte ein heiligmäßiges Leben und zitierte heilige Männer, Propheten, Patriarchen (Kirchenführer), Märtyrer und die Jünger Jesu. Sie fastete und ernährte sich von Brotkrusten.

## Gedenken
Der katholische Gedenktag der Alexandra von Ägypten ist der 21. April. Der koptischer Gedenktag der heiligen Alexandra von Ägypten ist der 1. Februar.